# Російська товарно-сировинна біржа
Російська товарно-сировинна біржа (РТСБ; рос. Российская товарно-сырьевая биржа) — товарна біржа, заснована в СРСР в жовтні 1990 року російським політиком і бізнесменом Костянтином Боровим на базі створеної в квітні 1990 Московської товарно-сировинної біржі (МТСБ).
Основні напрямки в діяльності — оптова торгівля і котирування цін, торгівля цінними паперами.
Перейменована в Російську Фондову біржу РТС (Російська Торгова Система).

## Історія
Заснована в період становлення товарних бірж в Росії. На середину 1990-х разом з біржами «Аліса» і Московська товарна біржа (МТБ) забезпечувала до половини всього оптового біржового обороту Росії.
В 1995 рік у переорієнтована на торгівлю цінними паперами.
У 1998 році біржа припинила операції, її президент О. Ф. Власов зник. Після його зникнення були знайдені векселі компаній, афілійованих з Власовим. Згодом брокерські компанії, акредитовані на біржі, а пізніше і сама біржа, були визнані банкрутами.

## Керівники
- Президент-генеральний менеджер РТСБ — Олексій Власов[3].